# Fontenelle's Post

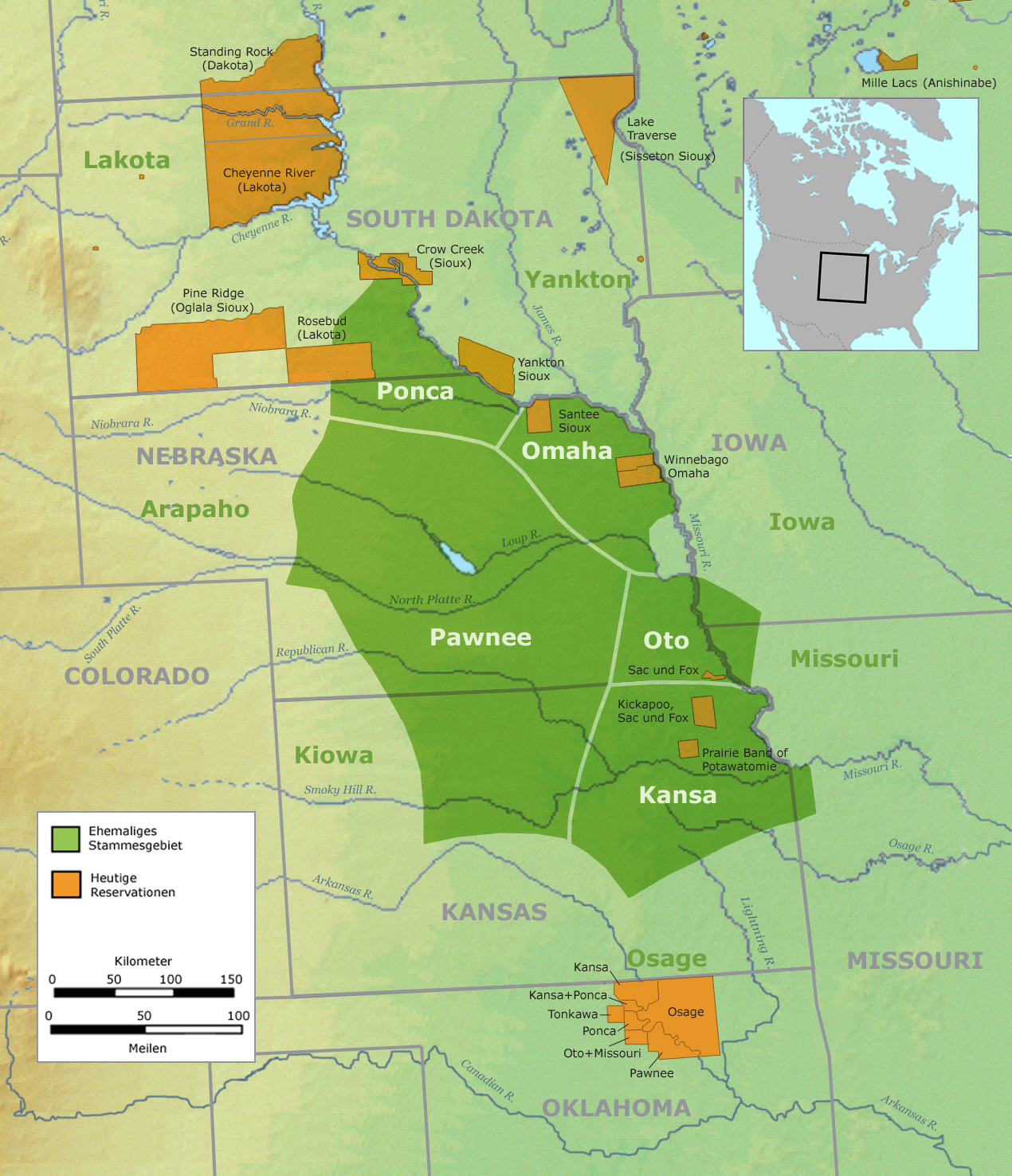
Território da tribo Otoe

Fontenelle's Post, também conhecido como Pilcher's Post foi um entreposto comercial construído em 1822 em Nebraska pelo comerciante Joshua Pilcher, que era o presidente da Missouri Fur Company . O local promovia o comércio com as tribos Omaha, Otoe, Missouri, e Pawnee.